# Paraliparis abyssorum
Paraliparis abyssorum és una espècie de peix pertanyent a la família dels lipàrids.

## Descripció
- Fa 11,3 cm de llargària màxima.
- És de color xocolata clar amb el peritoneu negre.[5][6]

## Hàbitat
És un peix marí i batidemersal que viu entre 3.640 i 3.715 m de fondària.

## Distribució geogràfica
Es troba a l'Atlàntic nord-oriental: el sud-oest d'Irlanda.

## Observacions
És inofensiu per als humans.